# Mesothen aurantiaca
Mesothen aurantiaca är en fjärilsart som beskrevs av Paul Dognin 1906. Mesothen aurantiaca ingår i släktet Mesothen och familjen björnspinnare. Inga underarter finns listade i Catalogue of Life.